# Municipio de Ostby
El municipio de Ostby (en inglés: Ostby Township) es un municipio ubicado en el condado de Bottineau en el estado estadounidense de Dakota del Norte. En el año 2010 tenía una población de 45 habitantes y una densidad poblacional de 0,49 personas por km².

## Geografía
El municipio de Ostby se encuentra ubicado en las coordenadas 48°34′52″N 100°21′11″O / 48.58111, -100.35306. Según la Oficina del Censo de los Estados Unidos, el municipio tiene una superficie total de 91.89 km², de la cual 91,82 km² corresponden a tierra firme y (0,08 %) 0,07 km² es agua.

## Demografía
Según el censo de 2010, había 45 personas residiendo en el municipio de Ostby. La densidad de población era de 0,49 hab./km². De los 45 habitantes, el municipio de Ostby estaba compuesto por el 97,78 % blancos y el 2,22 % eran de una mezcla de razas. Del total de la población el 0 % eran hispanos o latinos de cualquier raza.